# Tempio di Apollo (Siracusa)
Il tempio di Apollo (che era lucente) (Apollónion) è uno dei più importanti monumenti di Siracusa. Si trova sull'isola di Ortigia, antistante al largo 25 luglio e a piazza Emanuele Pancali. È certamente il più antico tempio dorico dell'Occidente greco.

## Storia
Esso è databile all'inizio del VI secolo a.C. ed è quindi il tempio dorico più antico della Sicilia o quanto meno il primo corrispondente al modello che si andava affermando in tutto il mondo ellenico di tempio periptero con colonne di pietra.
Il tempio subì diverse trasformazioni: fu chiesa bizantina, di cui si conserva la scalinata frontale e tracce di una porta mediana, e poi divenne moschea islamica (di cui si conserva un'iscrizione araba sulla parete superstite, forse parte del mihrab). Successivamente si sovrappose agli edifici precedenti la chiesa normanna del Salvatore che venne poi inglobata in una cinquecentesca caserma spagnola e in edifici privati, rimanendo comunque visibili alcuni elementi architettonici. È nota la descrizione del viaggiatore Dominique Vivant Denon che per poter vedere una parte del tempio si dovette rivolgere ad un privato e accedere all'interno dell'abitazione:
(Dominique Vivant Denon, Voyage en Sicile, 1788)
Tali successive sovrapposizioni danneggiarono gravemente l'edificio che fu riscoperto intorno al 1860 all'interno della caserma. Nei primi anni del novecento l'area su cui sorge il tempio venne liberata dalle abitazioni e resa visibile com'è oggi.

## Descrizione

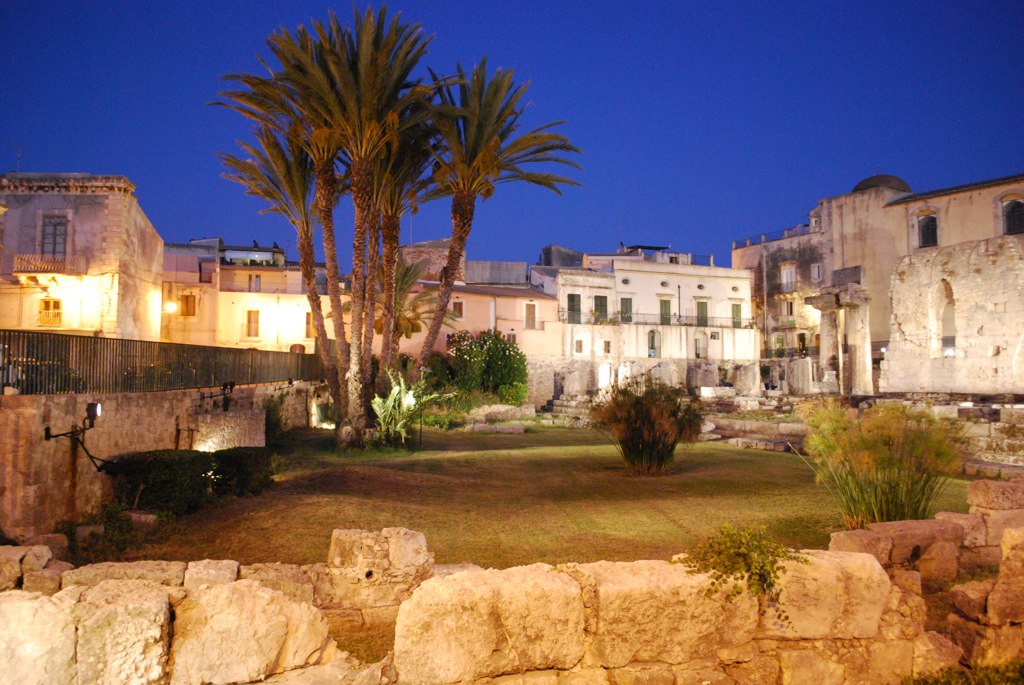
Il giardino nel quale si trova il Tempio di Apollo siracusano

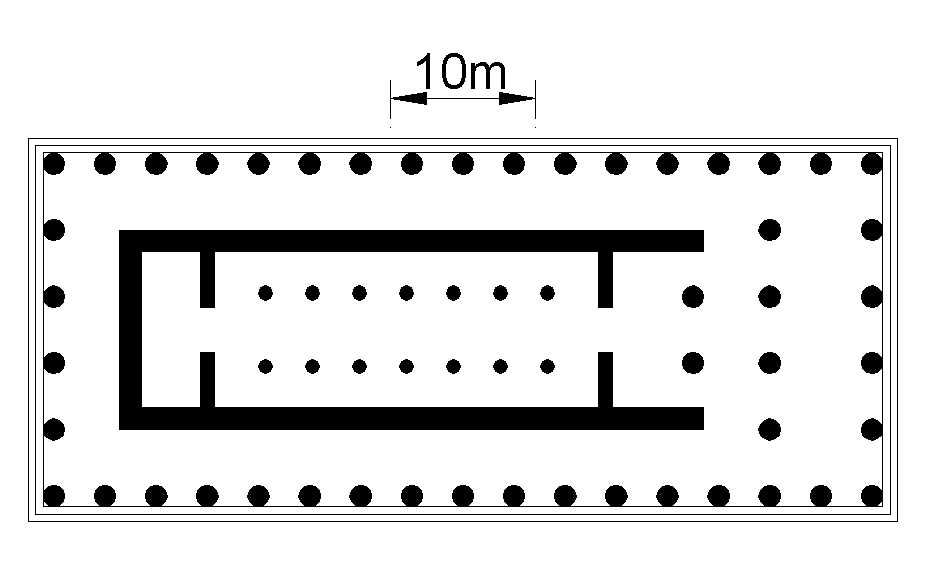

Il tempio misura allo stilobate 55,36 x 21.47 metri, con una disposizione di 6 x 17 colonne di proporzione piuttosto tozza. Rappresenta forse il primo esempio, nell'occidente greco, del momento di passaggio tra il tempio a struttura lignea e quello completamente lapideo, con fronte esastilo ed un colonnato continuo lungo il perimetro che circonda il pronao e la cella divisa in tre navate con due colonnati interni, più snelli, posti a sostegno di una copertura a struttura lignea di difficile ricostruzione. Sul retro della cella si trovava un vano chiuso (adyton) tipico dei templi sicelioti.
L'impresa di costruire un edificio con 46 colonne monolitiche, trasportate probabilmente via mare, dovette sembrare eccezionale agli stessi costruttori, vista l'insolita presenza sull'ultimo gradino del lato E (all'opposto di dove il tempio si mostra) di un'iscrizione dedicata ad Apollo in cui il committente (o l'architetto), celebra l'impresa edificatoria, con un'enfasi che tradisce il carattere pionieristico della costruzione. L'altra particolarità è che nessun tempio greco riporta firme o dediche, divenendo tale iscrizione un unicum nella sua tipologia:
()
I resti permettono di ricostruire l'aspetto originario del tempio che appartiene al periodo protodorico e presenta incertezze costruttive e stilistiche come l'eccessiva vicinanza delle colonne poste sui lati, le variazioni dell'intercolumnio, l'indifferenza alla corrispondenza tra triglifi e colonne ed aspetti arcaici come la forma planimetrica molto allungata. L'architrave risulta insolitamente alto, anche se alleggerito posteriormente formando una sezione a L.
Non mancano aspetti assolutamente sperimentali come l'importanza dedicata al fronte orientale con doppio colonnato ed intercolumnio centrale più ampio e più in generale la ricerca più di un'enfasi rappresentativa che di un'armonia proporzionale.
La pionieristica costruzione fu un modello per l'affermarsi del tempio dorico periptero in Sicilia, rappresentando una sorta di prototipo locale che affiancava aspetti legati a modelli della madrepatria con altri peculiari che si affermeranno solo in Magna Grecia come la presenza dell'adyton, probabile sede dell'immagine sacra e centro compositivo dell'intera costruzione.
Terrecotte provenienti da elementi architettonici sono conservate al Museo archeologico regionale Paolo Orsi, tra cui frammenti del sima, e di acroteri ed alcune tegole di copertura, probabilmente tra le prime prodotte in Sicilia.